# Marietta de Pourbaix-Lundin
Marietta de Pourbaix-Lundin (* 15. August 1951 in Landskrona) ist eine schwedische Politikerin der Moderata samlingspartiet.
Die Parlamentsabgeordnete gehört seit 1995 dem schwedischen Reichstag an und war von 2010 bis 2014 Leiterin der schwedischen PACE-Delegation. Pourbaix-Lundin gehört zu den 89 Personen aus der Europäischen Union, gegen die Russland im Mai 2015 ein Einreiseverbot verhängt hat.